# 2024년 이스라엘-레바논 휴전 협정
2024년 이스라엘-레바논 휴전 협정은 1년 넘게 치열한 대치를 이어가던 이스라엘과 헤즈볼라가 2024년 11월 26일 합의한 일시 휴전 협정이다. 이 협정의 내용은 다음날인 27일 오전 4시부터 60일간 교전을 중단하는 것이다.

## 배경
2023년 10월, 이스라엘-하마스 전쟁이 발발한 후 헤즈볼라는 팔레스타인과의 연대를 이유로 전쟁에 관여하였다. 헤즈볼라는 2023년 10월 8일, 이스라엘이 전날 하마스의 이스라엘 공격과 가자 지구 폭격을 시작한 후 팔레스타인인들과 연대하기 위하여 셰바팜스의 이스라엘 진지에 유도 로켓과 포탄을 발사하였고, 이후 헤즈볼라와 이스라엘은 교전을 주고받기 시작하였다.

## 협정
미국은 다음과 같은 내용의 휴전안을 제시하였다.
- 60일간 교전을 중단하는 동안 이스라엘군이 레바논에서 철수하고 헤즈볼라는 레바논 남부의 리타니강 북쪽으로 후퇴한다.
- 미국과 프랑스 등 5개국으로 구성된 위원회가 휴전 상황을 감시한다.
- 헤즈볼라가 휴전 조건 위반 시, 이스라엘은 군사적으로 행동할 수 있다.

2024년 11월 26일, 베냐민 네타냐후 이스라엘 총리는 휴전 협정을 이스라엘 안보내각으로 이관한다고 발표하고, 헤즈볼라와의 휴전 방안을 표결에 부쳤고, 찬성 10명, 반대 1명(이타마르 벤그비르 국가안보장관)으로 통과시켰다.

## 여파
이 임시 휴전이 이행된 후, 이스라엘 카츠 이스라엘 국방부 장관은 이스라엘 방위군(IDF)에 헤즈볼라 구성원과 레바논 민간인이 레바논 남부로 돌아가는 것을 허용하지 말라고 명령하였고, IDF는 민간인들로 하여금 레바논 남부에 있는 자택으로 돌아가지 말것을 경고하였다. 하지만, 경고에도 불구하고 수천 명의 레바논 이주민 가족들은 레바논 남부에 있는 자택으로 향하였다.

## 반응

### 이스라엘
알론 핑카스 전 이스라엘 총영사이자 대사는 동 협정이 레바논군이 무기 생산 및 유통을 감독한다는 전제 하에 이루어졌으므로 "시행 불가능하다"고 여겼다. 또한 헤즈볼라가 무기 분배에 있어서 레바논 군대로부터 독립적이고 협력할 수 없기 때문에 이러한 가정은 "불가능하다"고도 설명하였다.

네타냐후 총리는 휴전 기간에 대해서 “상황이 어떻게 펼쳐지는지에 달려 있다”고 말하였다.
“레바논에서의 휴전은 이란의 위협에 집중하고, 하마스를 고립시키기 위한 것이다. 헤즈볼라가 합의를 깬다면 우리는 공격할 것이다."— 베냐민 네타냐후 총리

### 미국
조 바이든 미국 대통령은 “중동에서의 좋은 소식”이라며 환영하였다.